# Горбов, Василий Лаврентьевич
Василий Лаврентьевич Горбов (19 августа 1924, Казахстан — 22 апреля 1982) — помощник командира взвода пешей разведки 278-го гвардейского стрелкового полка, гвардии старший сержант — на момент представления к награждению орденом Славы.

## Биография
Родился 19 августа 1924 года в селе Тополевка Саркандского района Алматинской области Республики Казахстан. Украинец. Окончил 7 классов. Начал трудовую деятельность до начала войны в колхозе. Жил в селе Сарканд.
В августе 1942 года был призван в Красную Армию и направлен в Тамбовское пехотное училище, находившееся в то время в городе Семипалатинске. Но учёбу не закончил. Весной 1943 года все курсанты были направлены на фронт сержантами. С апреля 1943 года в действующей армии. Участвовал в боях на Степном и 2-м Украинском фронтах.
В сражении на Курской дуге сержант Горбов исполнял обязанности наблюдателя артиллерийской батареи. Только 5 июля, в первый день битвы, артиллеристы отбили 5 вражеских атак, подбили и сожгли 19 автомашин, тягач с пушкой и много противников. На другой день, когда при отражении очередной атаки погиб расчет одного из орудий, Горбов встал за подносчика и заряжающего, а за наводчика был командир батареи. Был ранен. После госпиталя вернулся в родную батарею, но под Харьковом получил второе ранение и надолго попал в госпиталь.
После выздоровления окончил школу снайперов и попал в 278-й гвардейский стрелковый полк 93-й гвардейской стрелковой. В её составе дошел до Победы, освобождал Украину, Молдавию, Румынию, Австрию и Чехословакию. Будучи командиром стрелкового отделения, активно вел «снайперскую» охоту, участвовал в разведвыходах. К ноябрю 1944 года на его личном счету было уже 87 уничтоженных вражеских солдат и офицеров.
18 ноября 1944 года в районе населенного пункта Сали старший сержант Горбов, находясь в разведке в группе захвата, одним из первых ворвался в траншею противника и в рукопашной схватке уничтожил вражеского офицера, пленил солдата. В ходе боя гранатами подавил огневую точку. Его товарищи прихватили ещё двоих пленных и благополучно вернулись в часть.
Приказом от 26 декабря 1944 года старший сержант Горбов Василий Лаврентьевич награждён орденом Славы 3-й степени.
Вскоре Горбов был переведен в командиры отделения разведки того же полка. 10 января 1945 года в районе города Эстергом, гвардии старший сержант Горбов, действуя с отделением в тылу противника, добыл сведения о готовящейся контратаке. Это помогло командиру батальона правильно оценить обстановку и принять действенные контрмеры. При отражении контратаки Горбов огнём из автомата истребил 12 вражеских пехотинцев.
Приказом от 13 февраля 1945 года гвардии старший сержант Горбов Василий Лаврентьевич награждён орденом Славы 2-й степени.
В ходе дальнейшего наступления разведчики Горбова всегда действовали впереди стрелковых подразделений. При подготовке форсирования реки Горн его разведгруппа обследовала берег, внезапной атакой захватила более 12 пленных и офицера. В бою было уничтожено 20 противников, а Горбов лично гранатами подавил пулеметную точку. В другой раз, выполняя задания по установлению связи с соседней 1-й горнострелковой румынской дивизией, разведчики Горбова привели 2 группы сдавшихся в плен венгерских солдат.
Во время боев за освобождение Чехословакии группа разведчиков во главе с Горбовым установила связь со словацкими партизанами в районе Братиславы. 30 апреля 1945 года под городом Вышков Горбов с группой бойцов разведал и сообщил командованию сведения о начале и направлении отхода противника. Здесь в Чехословакии и встретил День Победы.
Указом Президиума Верховного Совета СССР от 15 мая 1946 года за образцовое выполнение заданий командования в боях с немецко-вражескими захватчиками старший сержант Горбов Василий Лаврентьевич награждён орденом Славы 1-й степени. Стал полным кавалером ордена Славы.
В 1945 году был демобилизован. Вернулся на родину. Первое время жил в селе Сарканд, работал комбайнером. Затем переехал жить в город Талды-Курган. Работал гидротехником, взрывником передвижной механизированной колонны треста «Казахстройэлектромонтаж». Скончался 22 апреля 1982 года.
Награждён орденами Отечественной войны 1-й степени, Славы 3-х степеней, медалями.

## Награды
За боевые успехи был удостоен:
- Орден Славы I степени (15.05.1946)
- Орден Славы II степени (13.02.1945)
- Орден Славы III степени (26.12.1944)
- орден Отечественной войны I степени (11.03.1985)
- другие медали.